# Monte Santa Maria Tiberina
Monte Santa Maria Tiberina è un comune italiano di 1 053 abitanti della provincia di Perugia in Umbria. Fino al 1927 faceva parte della provincia di Arezzo, in Toscana.

## Geografia fisica
Il comune di Monte Santa Maria Tiberina è situato ad ovest di Città di Castello. In virtù della posizione collinare, il territorio è ricoperto da boschi di castagni, lecci, faggi e querce che forniscono l'habitat adatto alla crescita di porcini, russole, gaitelli, carpignoli e tartufi (in particolare, il tartufo nero di Monte Santa Maria Tiberina). L'agricoltura, caratterizzata dalle coltivazioni della vite e dell'ulivo, si affianca all'allevamento di ovini, bovini ed equini.

## Storia

### Il marchesato del Monte Santa Maria (1250-1815)
Feudo imperiale dei marchesi Bourbon del Monte dall'XI secolo, mantenne una propria indipendenza nel corso dei secoli fino al 1803. Zona di franchigia tra la Toscana e lo Stato della Chiesa, aveva come forma di governo una monarchia elettiva ed era retto dal membro più anziano della famiglia di qualunque ramo fosse: i Bourbon di Sorbello e di Petrella amministravano i rispettivi vicini marchesati.
Guido di Montemigiano fu il primo marchese reggente (1250-93), dopo aver preso possesso del Monte Santa Maria: sposò Agnese dei Buonconti e poi Elena Feliciani.
Nel 1355 l'imperatore Carlo IV investì formalmente Ugolino del territorio montesco.
Il diploma prevedeva, tra gli altri, i seguenti diritti feudali:
- mero e misto imperio: amministrazione della giustizia civile e penale, fino alla pena di morte per i reati più gravi;
- battere moneta: fu coniata la montesca, di cui ancora oggi si ammirano rarissimi esemplari (con impressi i gigli e la croce), i cui valori intrinseco ed estrinseco erano simili a quelli del fiorino di Firenze;
- asilo politico per i ricercati da altri Stati: privilegio assai conveniente per i feudi di ridotte dimensioni;
- campo franco: erano permessi i duelli senza timore di scomunica papale e il marchesato era uno dei tre siti europei dove questo avveniva.

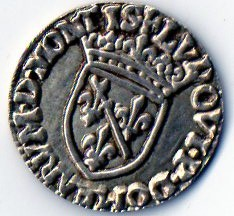
Il fiorino montesco,
moneta del marchesato

Il diploma imperiale di investitura fu rinnovato nel 1699 da Leopoldo I. Lo staterello montesco, in posizione strategica tra Stato Pontificio e Granducato di Toscana, sottoscrisse con quest'ultimo un atto di accomandigia, che contemplava la rinuncia ad alcuni poteri in cambio di protezione militare (ogni anno, nel giorno di san Giovanni Battista il marchese partecipava a Firenze, unitamente ai reggenti di altri minuscoli Stati, al corteo di omaggio feudale nei confronti del granduca).
Lo stemma generale dei Bourbon del Monte Santa Maria era così illustrato:

Nel 1815 Ferdinando III di Toscana, in virtù delle decisioni del Congresso di Vienna, prese possesso del territorio montesco ponendo fine al dominio marchionale (già sospeso durante il periodo napoleonico).
L'ultimo reggente fu Pietro II (1805-09; 1814-15). Il palazzo principale fu ceduto ai Boncompagni Ludovisi.
Nel 1859, sotto re Vittorio Emanuele II di Savoia il territorio fu annesso al Regno d'Italia. Fino al 1927 fece parte della Toscana (Provincia di Arezzo), prima di passare in Provincia di Perugia in Umbria.

## Monumenti e luoghi d'interesse
- Porta Santa Maria: medioevale, unico ingresso della città.
- Palazzo Boncompagni-Ludovisi: sorge sul sito dell'antica rocca, sede del primo marchese Guido dal 1250; ha subìto radicali rimaneggiamenti nel Cinquecento-Seicento trasformandosi nell'odierno complesso di quattro palazzi.
- Palazzo Bourbon del Monte: sede dei marchesi reggenti e dotato di imponente torre medioevale; dal balconcino sopra l'ingresso venivano comunicate ai sudditi le nuove leggi, mentre al posto di una porta murata, in basso a sinistra, era ubicata la buca per le denunce anonime; l'interno è caratterizzato da sontuosi saloni affrescati di rappresentanza, dall'appartamento marchionale, dagli uffici dipartimentali e dalle tetre prigioni.
- Pieve di Santa Maria al Monte: l'aspetto attuale si deve a restauri cinquecenteschi; nell'interno si notano la cappella gentilizia dei marchesi, con molte loro tombe nella cripta e gli stalli da cui la famiglia del reggente assisteva alle funzioni, e nell'altare maggiore la statua lignea della Madonna (XIV sec.) protettrice del territorio.
- Castello di Lippiano: al centro dell'omonimo paese, vi risiedevano gli esponenti minori dei Bourbon del Monte.

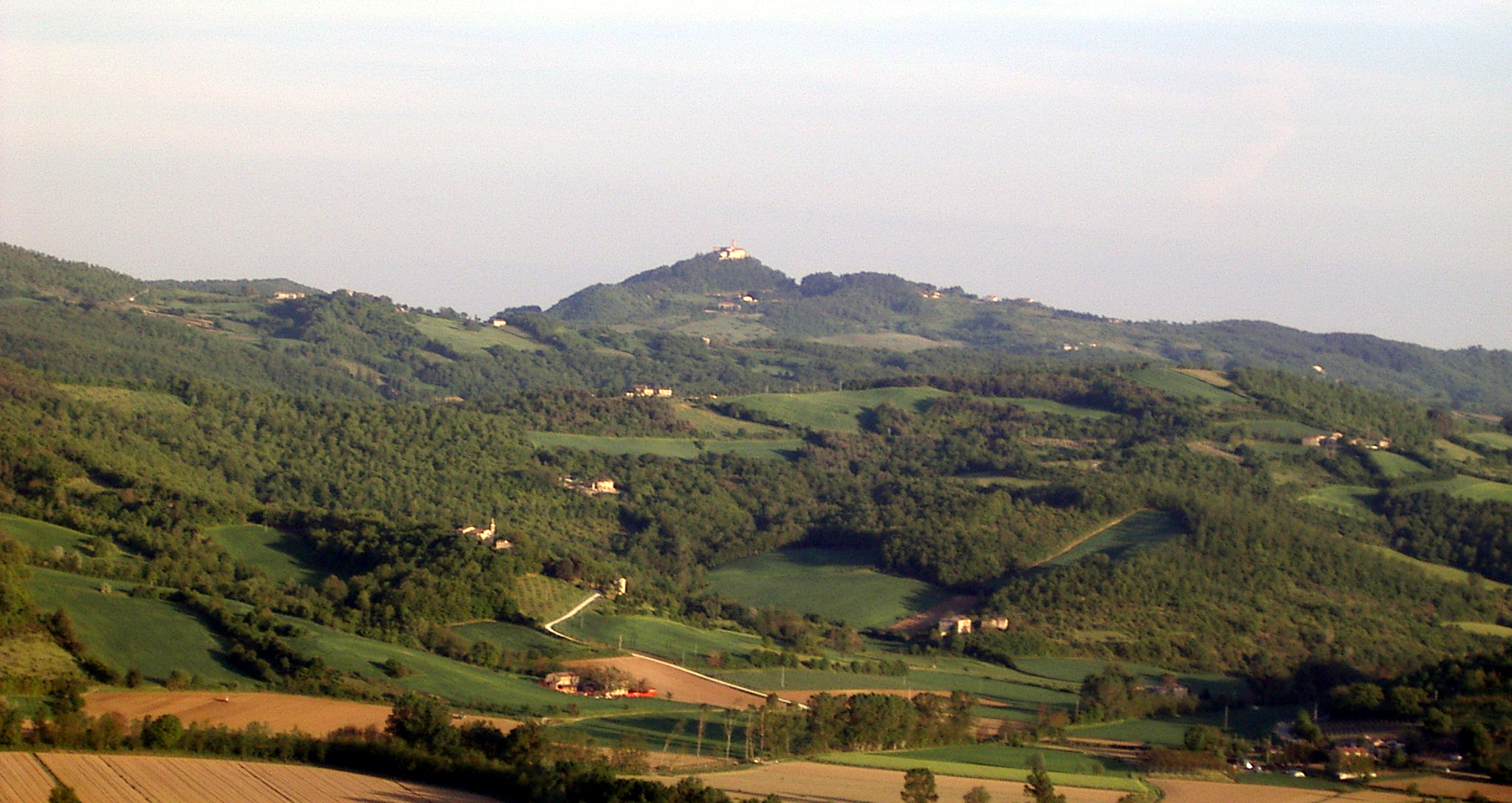
Vista da Monterchi
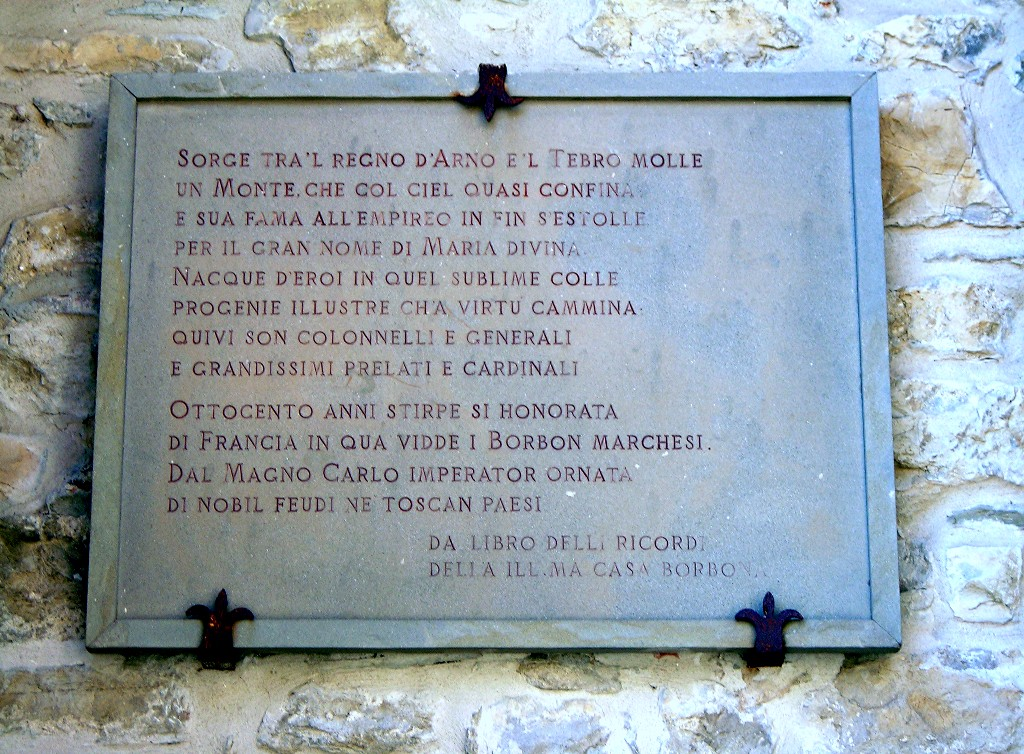
Una targa lapidea con una breve storia del paese
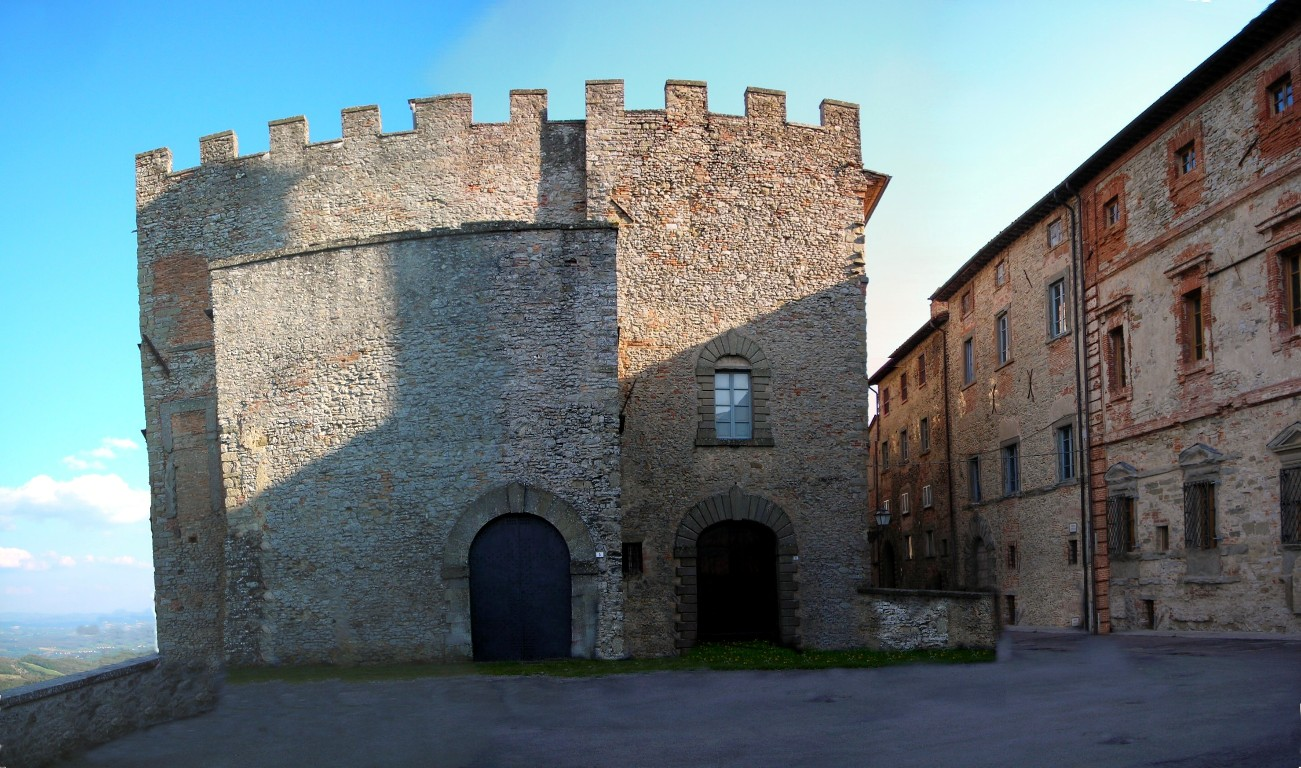
La rocca
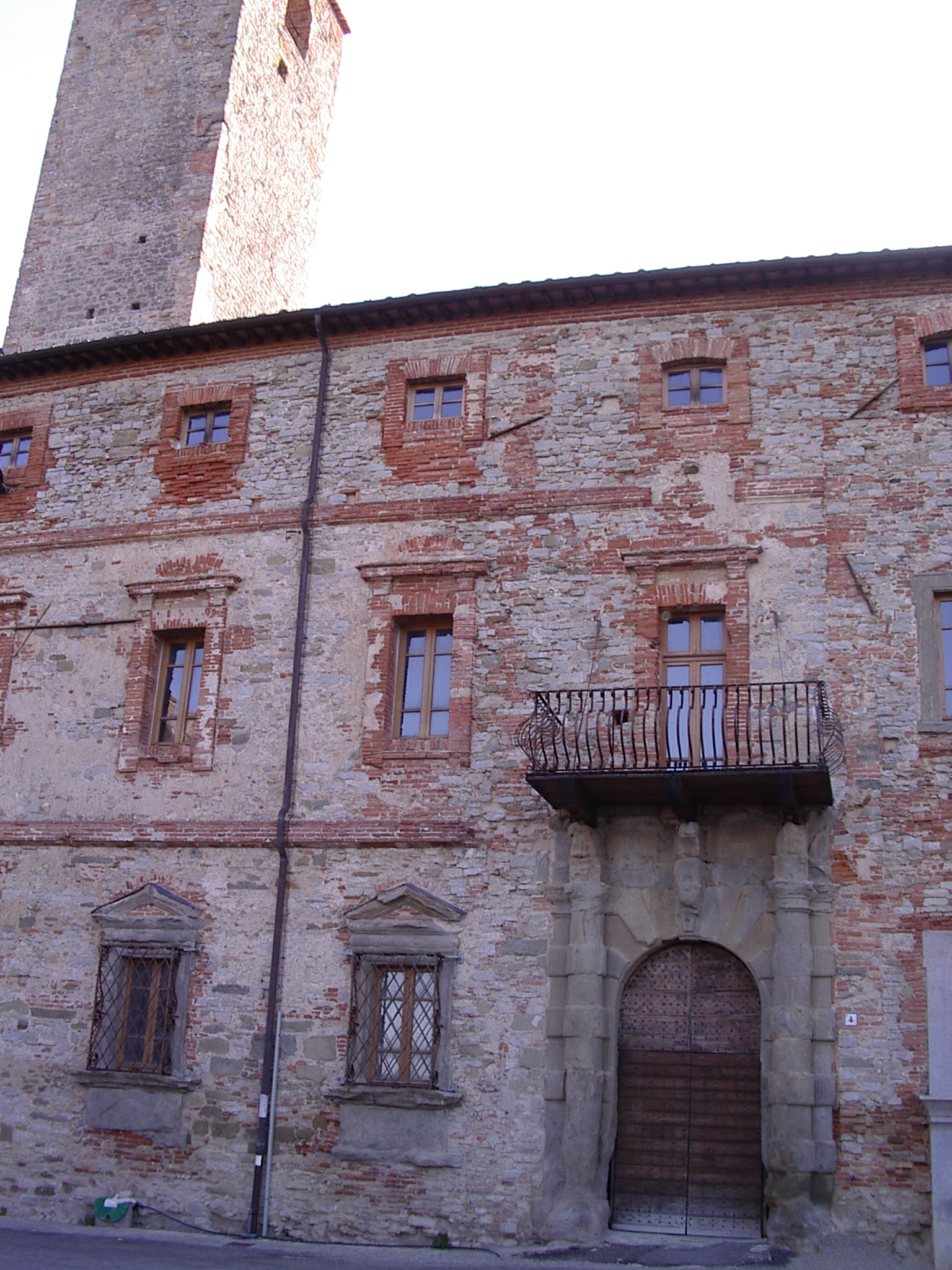
Palazzo Bourbon del Monte

## Società

### Evoluzione demografica
Abitanti censiti

### Dialetto
Il dialetto parlato in questo centro è di tipo alto-tiberino ed è riconducibile a quello di Città di Castello: infatti si rinvengono tutte le caratteristiche di transizione con il romagnolo proprie del castellano, come la pronuncia sibilante della "s" e della "z" o la lenizione delle consonanti, nonché l'isocronismo sillabico, per cui tutte le vocali in sillaba complicata, cioè terminante per consonante, si pronunciano aperte (strèt-to, mès-so, ròt-to, còr-so), e tutte quelle in sillaba libera, cioè terminante per vocale, si pronunciano chiuse (bé-ne, sé-dia, có-sa, stó-ria).

## Amministrazione
| Periodo          | Periodo          | Primo cittadino   | Partito                            | Carica                  | Note  |
| ---------------- | ---------------- | ----------------- | ---------------------------------- | ----------------------- | ----- |
| 22 giugno 1985   | 25 maggio 1990   | Franco Buzzini    | Democrazia Cristiana               | Sindaco                 | [ 9 ] |
| 11 giugno 1990   | 21 agosto 1994   | Franco Buzzini    | Democrazia Cristiana               | Sindaco                 | [ 9 ] |
| 22 agosto 1994   | 20 novembre 1994 | Salvatore Fortuna |                                    | Commissario prefettizio | [ 9 ] |
| 21 novembre 1994 | 29 novembre 1998 | Mauro Severini    | Partito Democratico della Sinistra | Sindaco                 | [ 9 ] |
| 30 novembre 1998 | 26 maggio 2003   | Mauro Severini    | Centro-sinistra                    | Sindaco                 | [ 9 ] |
| 27 maggio 2003   | 14 aprile 2008   | Romano Alunno     | Centro-sinistra                    | Sindaco                 | [ 9 ] |
| 15 aprile 2008   | 26 maggio 2013   | Romano Alunno     | Centro-sinistra                    | Sindaco                 | [ 9 ] |
| 27 maggio 2013   | 10 giugno 2018   | Letizia Michelini | Un impegno comune                  | Sindaco                 | [ 9 ] |
| 11 giugno 2018   | 14 maggio 2023   | Letizia Michelini | Un impegno comune                  | Sindaco                 | [ 9 ] |
| 15 maggio 2023   | 4 dicembre 2024  | Letizia Michelini | Un impegno comune                  | Sindaco                 | [ 9 ] |
| 26 maggio 2025   | in carica        | Rinaldo Mancini   | Un impegno comune                  | Sindaco                 | [ 9 ] |